# Brid, Irșava
Brid (în ucraineană Брід) este localitatea de reședință a comunei Brid din raionul Irșava, regiunea Transcarpatia, Ucraina.

## Demografie
Componența lingvistică a localității Brid
     Ucraineană (99,45%)
     Alte limbi (0,54%)
Conform recensământului din 2001, majoritatea populației localității Brid era vorbitoare de ucraineană (99,45%), existând în minoritate și vorbitori de alte limbi.